# Луцій Волкацій Тулл
Луцій Волкацій Тулл (лат. Lucius Volcacius Tullus; 108 до н. е. — 49 до н. е.) — політичний, державний та військовий діяч Римської республіки, консул 66 року до н. е.

## Життєпис
Походив зі стану вершник. Про місце народження та батьків відомо мало. Завдяки статкам батькам отримав гарну освіту. 
У 69 році до н. е. став претором. У 68 році до н. е. призначено до колегії вігінтісексвірів, ставши одним з двох кураторів доріг за межами Риму. У 66 році до н. е. його обрано консулом разом з Манієм Емілієм Лепідом. Активно виступив щодо недопущення здійснення планів змовників під час так званої першої змови Луція Сергія Катіліни. У 63 році до н. е. під час відкритого виступу Катіліни підтримав заходи, запропоновані Марком Туллієм Цицероном.
У 56 році до н. е. підтримав пропозицію щодо надання повноважень Гнею Помпею для відновлення на троні Єгипту царя Птолемея XII. У 54 році до н. е. захищав Марка Емілія Скавра у справі про здирництво.
У 49 році до н. е., перед початком конфлікту між Гаєм Юлієм Цезарем та Гнеєм Помпеєм запропонував надіслати до першого перемовників, щоб попередити громадянську війну. З переходом Цезаря через Рубікон виїхав з Риму разом з Помпеєм. Втім, після заклику Цезаря повернутися до столиці, Волкацій залишив Помпея й вернувся до Риму. Помер того ж року.

## Родина
- Гай Волкацій Тулл
- Луцій Волкацій Тулл, консул 33 року до н. е.